# Luxemburg-Rundfahrt 2011
Die 71. Luxemburg-Rundfahrt ist ein Rad-Etappenrennen, das vom 1. bis 5. Juni 2011 ausgetragen wurde. Traditionell besteht die Rundfahrt aus einem Prolog und vier Etappen. 2011 führte die Gesamtstrecke über eine Distanz von 733,2 Kilometern. Das Rennen zählt zur UCI Europe Tour 2011 und ist dort in die höchste Kategorie 2.HC eingestuft.

## Etappen
| Etappe    | Tag     | Start – Ziel                 | km    | Etappensieger     | Gesamtwertung     |
| --------- | ------- | ---------------------------- | ----- | ----------------- | ----------------- |
| Prolog    | 1. Juni | Luxemburg (EZF)              | 02,6  | Fabian Cancellara | Fabian Cancellara |
| 1. Etappe | 2. Juni | Luxemburg – Niederkerschen   | 192,8 | Denis Galimsjanow | Fabian Cancellara |
| 2. Etappe | 3. Juni | Schifflingen – Differdingen  | 200,7 | Linus Gerdemann   | Linus Gerdemann   |
| 3. Etappe | 4. Juni | Eschweiler – Roost (Luxlait) | 185,0 | Davide Appollonio | Linus Gerdemann   |
| 4. Etappe | 5. Juni | Mersch – Luxemburg           | 152,1 | Romain Feillu     | Linus Gerdemann   |

## Teams
| UCI ProTeams Katjuscha Leopard Trek Sky ProCycling                                             | Liquigas Team RadioShack Vacansoleil-DCM                                                        |
| UCI Professional Continental Teams Team Europcar Équipe Cofidis Andalucía-Cajasur FDJ Geox-TMC | Landbouwkrediet Skil-Shimano Topsport Vlaanderen-Mercator Saur-Sojasun Veranda’s Willems-Accent |
| UCI Continental Team Team Differdange-Magic-SportFood.de                                       |                                                                                                 |